# Mangomaloba latipennis
Mangomaloba latipennis är en insektsart som beskrevs av Lucien Chopard 1954. Mangomaloba latipennis ingår i släktet Mangomaloba och familjen vårtbitare. Inga underarter finns listade i Catalogue of Life.